# Beatriz de Aguilar
La Mare Beatriz de Aguilar va ser una religiosa espanyola, que va escriure poesia als segles XVI-XVII. Es tenen molt poques dades sobre la seva vida, però de la seva obra se sap que va compondre la titulada: “Romances / compuestos por la Madre Beatriz de Aguilar, en agradecimiento de algunas mercedes señaladas, que Dios le hizo”. Es tracta de sis fulles sense foliació en quart. Van ser publicades pel Pare Agustín Quirós, pertanyent a la Companyia de Jesús, i la publicació original es va fer a casa de Francisco de Cea, 1610. Aquesta publicació consta d'una introducció del pare Agustín Quirós, confessor de l'autora.
Hi ha un exemplar de l'obra a la Biblioteca Provincial de Granada.